# Diócesis de Tarija
La diócesis de Tarija (en latín: Dioecesis Tariiensis) es una circunscripción eclesiástica de la Iglesia católica en Bolivia. Se trata de una diócesis latina, sufragánea de la arquidiócesis de Sucre. Desde el 11 de octubre de 2019 su obispo es Jorge Ángel Saldías Pedraza, de la Orden de Predicadores.

## Territorio y organización
La diócesis tiene 20 192 km² y extiende su jurisdicción sobre los fieles católicos de rito latino residentes en el departamento de Tarija, excepto una parte de la provincia del Gran Chaco, que pertenece al vicariato apostólico de Camiri.
La sede de la diócesis se encuentra en la ciudad de Tarija, en donde se halla la Catedral de San Bernardo.
En 2020 en la diócesis existían 27 parroquias.

## Historia
Con la finalidad de sentar límites para la Corona de España, el virrey del Perú Francisco Álvarez de Toledo ordenó la fundación de la villa de Tarija a Luis de Fuentes y Vargas, hecho que se realizó el 4 de julio de 1574, bajo el nombre de “La Villa de San Bernardo de la Frontera de Tarixa”; como un avance significativo en el descubrimiento de tierras para España y defensa de los aguerridos asaltos de los chiriguanaes a los tomatas, churumatas y ramas de tribus guaraníes.
Un siglo después de la fundación de Tarija, hacia finales de 1600, es posible vislumbrar una creciente actividad misionera de la Iglesia católica en esas tierras. La cronología histórica, es bastante compleja, pero se podría determinar con dichos datos, la presencia de 5 órdenes religiosas masculinas a estas alturas de la historia civil y religiosa. Aunque algunas de estas obras aparecen ya en decadencia, ante todo por la pobreza y las enfermedades del tiempo y la época.
Tarija, como jurisdicción eclesiástica dependió de la arquidiócesis de La Plata o Charcas (hoy Sucre) hasta 1807. Siendo papa Pío VII pasó a depender de la recién erigida diócesis de Salta (hoy arquidiócesis) en 1807. El 23 de septiembre de 1857 el papa Pío IX por un rescripto pontificio reincorporó a Tarija a la arquidiócesis de La Plata, pasando a ser una de sus vicarías.
Mediante ley de 18 de enero de 1919 promulgada por el presidente José Gutiérrez Guerra, se erigió legalmente el vicariato apostólico del Sudeste (hoy vicariato apostólico de Camiri) cuya jurisdicción comprendía parte de las provincias de tres departamentos: Tarija, Santa Cruz y Chuquisaca.
Las gestiones de autoridades, personeros, comités, directorios y juntas para lograr el propósito de una diócesis en Tarija fueron muchas y largas de esperar. Dos acontecimientos serían gravitantes para lograr este objetivo:
- La preparación a la celebración de los 100 años de la República, que en su fase previa fue marcada por la visita del internuncio a Tarija, Rodolfo Caroli, después de realizar un recorrido desde La Paz-Beni-Santa Cruz-El Chaco-Tarija, escuchó en persona las peticiones y los ruegos de la gente en la voz de sus autoridades. Allí empezaron las gestiones más serías y concretas.
- La preparación a la celebración del Primer Congreso Eucarístico en Bolivia, con motivo de unirse como Iglesia en Bolivia a conmemorar el Centenario de la República, se determinó la necesidad de reavivar la fe y vivencia eucarística del pueblo boliviano, como también de se vio la urgencia de reestructurar los espacios de evangelización, determinando la erección de tres nuevas diócesis: Potosí, Oruro y Tarija. El congreso eucarístico se realizó luego, como parte de las grandes celebraciones por el centenario, del 11 al 15 de agosto de 1925 en la ciudad de La Paz.

Mediante ley de la República promulgada por el presidente Bautista Saavedra el 11 de octubre de 1924 se determinaba la erección de los obispados en los departamentos de Potosí, Oruro y Tarija.
La diócesis fue erigida el 11 de noviembre de 1924 con la bula Praedecessoribus Nostris del papa Pío XI, obteniendo el territorio de la arquidiócesis de La Plata, que a su vez asumió el nombre de arquidiócesis de Sucre. La iglesia matriz que fue parte del Colegio Jesuítico de Tarija, fue elevada a título de catedral el 11 de marzo de 1925, al conocerse el nombramiento de su primer obispo, Ramón María Font y Ferrés.

## Estadísticas
Según el Anuario Pontificio 2021 la diócesis tenía a fines de 2020 un total de 471 630 fieles bautizados.
| Año                                                                             | Población            | Población | Población      | Sacerdotes | Sacerdotes    | Sacerdotes    | Bautizados por sacerdote | Diáconos permanentes | Religiosos | Religiosos | Parroquias |
| Año                                                                             | Bautizados católicos | Total     | % de católicos | Total      | Clero secular | Clero regular | Bautizados por sacerdote | Diáconos permanentes | Varones    | Mujeres    | Parroquias |
| ------------------------------------------------------------------------------- | -------------------- | --------- | -------------- | ---------- | ------------- | ------------- | ------------------------ | -------------------- | ---------- | ---------- | ---------- |
| 1950                                                                            | 89 500               | 90 000    | 99.4           | 24         | 10            | 14            | 3729                     |                      | 15         | 21         | 10         |
| 1966                                                                            | 98 000               | 100 500   | 97.5           | 24         | 5             | 19            | 4083                     |                      | 21         | 24         | 11         |
| 1970                                                                            | 106 000              | 109 000   | 97.2           | 23         | 3             | 20            | 4608                     |                      | 21         | 23         | 11         |
| 1976                                                                            | 109 000              | 116 000   | 94,0           | 23         | 4             | 19            | 4739                     |                      | 35         | 32         | 13         |
| 1980                                                                            | 183 000              | 188 000   | 97.3           | 27         | 6             | 21            | 6777                     | 2                    | 31         | 37         | 13         |
| 1990                                                                            | 219 000              | 228 000   | 96.1           | 29         | 6             | 23            | 7551                     | 1                    | 29         | 52         | 14         |
| 1999                                                                            | 285 907              | 291 607   | 98.0           | 34         | 13            | 21            | 8409                     |                      | 27         | 69         | 16         |
| 2000                                                                            | 282 155              | 403 079   | 70.0           | 32         | 13            | 19            | 8817                     |                      | 26         | 84         | 15         |
| 2001                                                                            | 288 962              | 410 287   | 70.4           | 38         | 17            | 21            | 7604                     | 1                    | 33         | 96         | 19         |
| 2002                                                                            | 294 675              | 391 226   | 75.3           | 39         | 18            | 21            | 7555                     | 1                    | 32         | 95         | 19         |
| 2003                                                                            | 295 496              | 392 047   | 75.4           | 42         | 19            | 23            | 7035                     | 1                    | 35         | 95         | 20         |
| 2004                                                                            | 301 785              | 391 226   | 77.1           | 45         | 22            | 23            | 6706                     | 1                    | 35         | 95         | 21         |
| 2010                                                                            | 348 034              | 492 000   | 70.7           | 48         | 27            | 21            | 7250                     |                      | 28         | 95         | 22         |
| 2014                                                                            | 437 100              | 470 000   | 93.0           | 42         | 24            | 18            | 10 407                   | 2                    | 30         | 99         | 26         |
| 2017                                                                            | 458 000              | 484 000   | 94.6           | 51         | 26            | 25            | 8980                     | 2                    | 32         | 100        | 26         |
| 2020                                                                            | 471 630              | 504 520   | 93.5           | 56         | 30            | 26            | 8421                     | 2                    | 34         | 97         | 27         |
| Fuente: Catholic-Hierarchy, que a su vez toma los datos del Anuario Pontificio. |                      |           |                |            |               |               |                          |                      |            |            |            |

## Episcopologio
| Nombre del obispo                      | inicio                             | final                            |
| -------------------------------------- | ---------------------------------- | -------------------------------- |
| Raymundo María Font y Farrés, C.M.F. † | 17 de noviembre de 1924            | 16 de agosto de 1947 falleció    |
| Juan Niccolai Tesi, O.F.M. †           | 16 de agosto de 1947 por sucesión  | 11 de diciembre de 1974 retirado |
| Abel Costas Montaño †                  | 11 de diciembre de 1974            | 20 de octubre de 1995 retirado   |
| Adhmear Esquivel Kohenque †            | 20 de octubre de 1995 por sucesión | 2 de junio de 2004 retirado      |
| Francisco Javier del Río Sendino       | 10 de enero de 2006                | 11 de octubre de 2019 retirado   |
| Jorge Ángel Saldías Pedraza, O.P.      | Desde el 11 de octubre de 2019     |                                  |